# Cloudy with a Chance of Meatballs 2
Cloudy with a Chance of Meatballs 2 (Nederlandse titel: Het regent gehaktballen 2) is een Amerikaanse animatiefilm uit 2013, geregisseerd door Cody Cameron en Kris Pearn. De film is het vervolg op Cloudy with a Chance of Meatballs uit 2009. De film bracht wereldwijd 274.325.949 Amerikaanse dollar op.

## Rolverdeling

### Engelse stemmen
| Acteur              | Personage             |
| ------------------- | --------------------- |
| Bill Hader          | Flint Lockwood        |
| Anna Faris          | Samantha "Sam" Sparks |
| James Caan          | Tim Lockwood          |
| Will Forte          | Chester V             |
| Andy Samberg        | Brent McHale          |
| Benjamin Bratt      | Manny                 |
| Neil Patrick Harris | Steve                 |
| Terry Crews         | Earl Devereaux        |
| Kristen Schaal      | Barb                  |
| Cody Cameron        | Barry / Dill Pickle   |

### Nederlandse stemmen[1][2]
- Tim Murck - Flint Lockwood
- Do - Samantha "Sam" Sparks
- Bartho Braat - Tim Lockwood
- Johnny Kraaijkamp jr. - Chester V
- Tim Knol - Brent McHale
- Frans Limburg - Manny
- Huub Dikstaal - Steve
- Murth Mossel - Earl Devereaux
- Marlijn Weerdenburg - Barb
- Sandra Ysbrandy - Louise